# پند صالح
رسالهٔ شریفه پند صالح تألیف شیخ محمدحسن صالحعلیشاه گنابادی (۱۲۷۰–۱۳۴۵ شمسی)، قطب سی و ششم سلسله نعمت‌اللهی سلطان علیشاهی گنابادی، از زمان تألیف (چاپ اول، اردیبهشت ۱۳۱۸) تاکنون، یکی از مهمترین کتاب‌ها و منابع جهت آشنایی با تصوف و عرفان برای محققین، و دستورالعملی عمومی برای پیروان طریقت نعمت‌اللهی سلطان‌علیشاهی بوده‌است.
نورعلی تابنده، قطب پیشین سلسله نعمت‌اللهی مکرراً طالبین و محققین و پیروان را به مطالعه و مداقه در این کتاب توصیه کرده‌ بود. تابنده، در طی چند سال، به‌طور هفتگی، به تفسیر این کتاب پرداخت.

## انگیزهٔ نگارش
نویسندهٔ رساله شریفه پند صالح در ابتدای این کتاب، در بخشی با عنوان دیباچه، از انگیزهٔ تألیف پند صالح اینگونه یاد کرده‌است: «... سپس با درخواست توفیق از خداوند منان، این بیچاره ناتوان و خادم درویشان، محمّد حسن گنابادی، مفتخر در طریقت به لقب صالح‌علی‌شاه، برای تذکّر و یادآوری وظایف اسلامی و ایمانی به برادران روحانی و سالکان طریقت مرتضوی و رهروان در سلسله نعمت‌اللهی سلطانعلیشاهی، این نامه و دستور را برحسب تقاضای جمعی از آنها می‌نگارد…»

## دیدگاه‌ها
سلطانحسین تابنده گنابادی رضاعلیشاه (۱۲۹۳–۱۳۷۱ شمسی)، از اقطاب پیشین سلسله نعمت‌اللهی و جانشین صالحعلیشاه، در مقدمهٔ چاپ سوم (۱۳۴۴ شمسی) آورده‌اند که:
رساله شریفه پند صالح که دستور عمومی از طرف حضرت مستطاب والد جلیل جناب آقای حاج شیخ محمدحسن صالحعلیشاه ”روحی فداه" برای فقرای سلسله علیه نعمت‌اللهیه می‌باشد، از بهترین رساله‌ها است که تاکنون نوشته شده و خودی و بیگانه از مطالعه آن بهره‌مند گردیده و هرکس دیده پسندیده و می‌توان گفت تاکنون رساله‌ای با این اختصار و جامعیت کمتر نوشته شده‌است…— رضاعلیشاه، پند صالح، مقدمه، چاپ سوم

## فهرست عناوین
پند صالح تقریباً دربارهٔ همهٔ ابعاد زندگی فردی و اجتماعی، مادی و معنوی، گفتار، کردار و پندار حسنه، به اختصار و جامع شرح داده‌است؛ به عبارت دیگر شیوهٔ درست زندگی مادی و معنوی را می‌توان در این رساله پیدا کرد. قسمتی از موضوعاتی که این رساله به آن‌ها پرداخته، در زیر آورده شد:
- دیباچه
- فکر و تحقیق
- دلایل بقای روح و تجرّد نفس و عالم آخرت
- ایمان
- ذکر
- فکر
- انتظار
- صحبت
- صلوات
- آداب خدمت
- کتمان سر
- اخلاق
- مراقبه و محاسبه
- یاد مرگ - آمل
- توبه
- انابه
- حیا
- خلاصه صفات مؤمنین

## جستارها
- محمدحسن صالح‌علی‌شاه گنابادی
- سلسله نعمت‌اللهی سلطان علیشاهی گنابادی
- عرفان